# Muktika Upaniṣad
El Muktika Upaniṣad o Muktika Upanishad es el último Upanishad según la lista canónica de 108 Upanishad presentada en el propio texto.

## Etimología
El término sánscrito muktikā significa ‘perla’, aunque en este contexto espiritualista se relaciona más bien con la palabra mukti: ‘liberación [espiritual]’. Una traducción libre podría ser ‘la perla de la liberación entre los Upanishad’.

## Datación
Este Upanishad es anterior al año 1656, cuando fue traducido al persa por el filósofo Dara Shikoh (Darío el Magnífico, 1615-1659), hijo del emperador musulmán Sha Yaján.

## Canon de «Upanishads»
El autor del Múktika upaṇiṣád presenta una lista canónica de cuáles son para él los 108 Upanishad más importantes (el número 108 es un número místico en el hinduismo). En uno de los últimos lugares se nombra a sí mismo. Efectivamente, los Upanishads que no fueron mencionados por el anónimo autor del Múktika, no han logrado ninguna fama.
La siguiente tabla presenta los 108 Upanishads mencionados por el «canon Múktika». El dato de la procedencia védica de cada Upanishad no aparece en el Múktika:
|           | Shukla-iáyur-veda                                                               | Krishná-iáyur-veda                                                                                 | Átharva-veda | Sama-veda                                   | Rig-veda                      |
| --------- | ------------------------------------------------------------------------------- | -------------------------------------------------------------------------------------------------- | --- | ------------------------------------------- | ----------------------------- |
| Mukhia    | Isha Brijad-araniaka                                                            | Katha Taittiríia                                                                                   | Prashna Mundaka Mandukia | Kena Chandoguia                             | Aitareia                      |
| Samania   | Subala Mantriká Niralamba Paingala Adhiatma Muktiká                             | Sarva-sara Shuka-rajasia Skanda Tripad-vibhuti Shariraka Ekakshara Akshi Prana-agní-jotra          | Suria Atma | Vashra-suchi Majad Savitri                  | Kaushitaki Atma-bodha Mudgala |
| Sanniasa  | Yabala Parama-jamsa Aduaia-taraka Bhikshu Turíia-atita Iaguia-valkia Shatiaiani | Brahma Shueta-ashuatara Garbha Teya-bindu Avadhuta Katha-rudrá Varaja                              | Parivrat o Nárada-parivrayaka Parama-jamsa-parivrayaka Parabrahma                                                            | Aruneia Maitraiani Maitrei Sanniasa Kundika | Nirvana                       |
| Shakta    |                                                                                 | Sarasuati-rajasia                                                                                  | Sita Anna-purna Devi Tripura-tapani Bhavana                                                                                  |                                             | Tripura Saubhaguia Baju-richa |
| Vaishnava | Tara-sara                                                                       | naraiana o Maja-naraiana Kali-santarana                                                            | Nrisinja-tapani Maja-naraiana o Tripad-vibhuti Rama-rajasia Rama-tapani Gopala-tapani Krishná Jaia-griva Datta-atreia Garuda | Vasudeva Aviakta                            |                               |
| Shaiva    |                                                                                 | Kaivalia Kala-agní-rudrá Dakshina-murti Rudrá-jridaia Pancha-brahmá                                | Shira Átharva-shikha Brijad-yabala Sharabha Bhasma Ganapati                                                                  | Rudrá-akshá Yabala                          | Akshá-malika o Malika         |
| Yoga      | Jamsa Tri-shikhi Mándala-bráhmana                                               | Amrita-bindu Amrita-nada Kshurika Dhiana-bindu Brahma-vidia Ioga-tattua Ioga-shikha Ioga-kundalini | Shandilia Pashupata Maja-vakia                                                                                               | Ioga-chudamani Darshana                     | Nada-bindu                    |